# Flärken (Fjällsjö socken, Ångermanland, 707431-151307)
Flärken är en sjö i Strömsunds kommun i Ångermanland och ingår i Ångermanälvens huvudavrinningsområde.